# Umbriel
Umbriel é um dos cinco grandes satélites de Urano, com um diâmetro de 1 170 km. Foi descoberto junto com Ariel em 24 de outubro de 1851, por William Lassell, e recebeu o nome de um personagem do poema de Alexander Pope The Rape of the Lock. Está a uma distância média de 266 000 km de Urano, sendo o terceiro grande satélite em ordem de distância ao planeta, e possui uma órbita regular pouco excêntrica e inclinada.
Umbriel é constituído principalmente de gelo com uma fração significativa de rocha, e pode ser diferenciado em um núcleo rochoso e um manto de gelo. Sua superfície é a mais escura dentre os grandes satélites de Urano, e parece ter sido moldada principalmente por impactos. Umbriel é o segundo satélite de Urano com mais crateras, após Oberon, e sua formação superficial mais proeminente é a cratera Wunda, que é cercada por um anel de material brilhante. Por outro lado, a presença de cânions sugere processos de atividade interna no passado, e esta lua pode ter passado por um evento de renovação de superfície no começo da evolução do Sistema Solar.
Como todas as outras grandes luas de Urano, Umbriel provavelmente se formou a partir do disco de acreção em volta do planeta logo após sua formação. O sistema uraniano só foi estudado de perto uma vez, pela sonda espacial Voyager 2 em janeiro de 1986. Ela tirou várias fotos de Umbriel, que permitiram o mapeamento de cerca de 40% de sua superfície.

## Descoberta e nomeação
Umbriel foi descoberto por William Lassell em 24 de outubro de 1851, junto com Ariel, outro satélite de Urano. Apesar de William Herschel, o descobridor de Titânia e Oberon, ter afirmado no fim do século XVIII que tinha observado outros quatro satélites orbitando Urano, esses objetos nunca foram vistos por outro astrônomo e são considerados descobertas falsas.
Todos os satélites de Urano recebem nomes de personagens das obras de William Shakespeare e Alexander Pope. Em 1852, John Herschel, a pedido de Lassell, nomeou os quatro satélites de Urano conhecidos na época. Umbriel é um espírito maligno no poema de Alexander Pope  The Rape of the Lock. Em 1851, Lassell numerou os quatro satélites conhecidos em ordem de distância a Urano usando numerais romanos, e desde então Umbriel é designado de Urano II.

## Órbita
Umbriel orbita Urano a uma distância média de 266 000 km, sendo o terceiro satélite mais afastado do planeta entre os cinco principais. Sua órbita tem uma pequena excentricidade e é pouco inclinada em relação ao equador de Urano. Seu período orbital é de 4,1 dias, igual ao período de rotação. Isso significa que Umbriel tem rotação sincronizada, com uma face sempre virada para o planeta. A órbita de Umbriel está localizada completamente dentro da magnetosfera de Urano. Por causa disso, seu hemisfério posterior (do lado oposto ao sentido do movimento orbital) é constantemente bombardeado por plasma magnetosférico, que gira junto com planeta, o que pode levar a um escurecimento desse hemisfério, algo observado em Ariel, Umbriel e Titânia. A Voyager 2 detectou perto de Umbriel uma grande redução no número de partículas carregas da magnetosfera.
Como Urano tem uma alta inclinação axial, e seus satélites orbitam no plano equatorial do planeta, eles estão sujeitos a um ciclo sazonal extremo. Os polos norte e sul alternam entre 42 anos de escuridão total e 42 anos de luz solar contínua, com o Sol perto do zênite em um dos polos durante o solstício. O sobrevoo da Voyager 2 em 1986 coincidiu com o solstício de verão no hemisfério sul, quando quase todo o hemisfério norte de Urano e seus satélites estava escuro. Uma vez a cada 42 anos, quando Urano passa pelo equinócio e seu plano equatorial cruza a Terra, ocultações entre suas luas são possíveis. Em 2007 e 2008 vários desses eventos foram observados, incluindo duas ocultações de Titânia por Umbriel em 15 de agosto e 8 de dezembro de 2007 e uma de Ariel por Umbriel em 19 de agosto 2007.
Atualmente Umbriel não está em ressonância orbital com nenhum outro satélite de Urano, mas no passado possivelmente esteve em ressonância 1:3 com Miranda. Isso teria aumentado a excentricidade orbital de Miranda, causando aquecimento interno e atividade geológica, enquanto a órbita de Umbriel teria sido menos afetada. Como Urano possui menor achatamento e menor tamanho relativo a seus satélites, suas luas podem escapar mais facilmente de uma ressonância orbital do que aquelas de Júpiter ou Saturno. Após Miranda escapar dessa ressonância (através de um mecanismo que provavelmente resultou em sua inclinação orbital anormalmente alta), sua excentricidade teria diminuído, desligando o mecanismo de aquecimento interno.

## Composição e estrutura interna

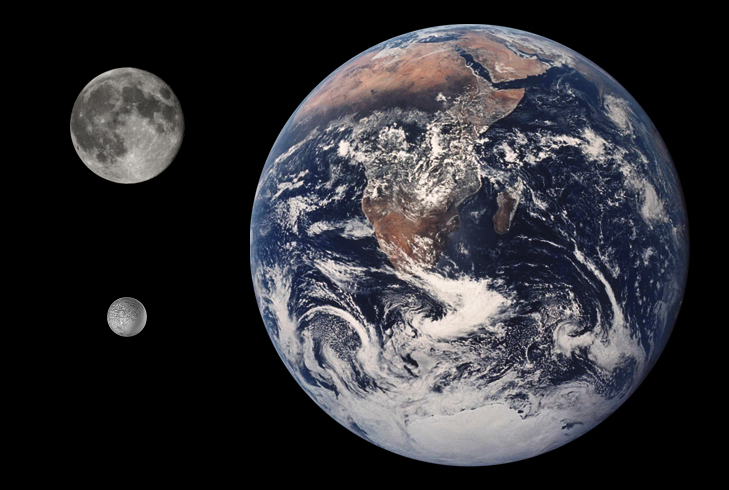
Comparação de tamanho entre a Terra, a Lua e Umbriel.

Umbriel é o terceiro maior e quarto mais massivo satélite de Urano. Possui uma densidade de 1,39 g/cm3, indicando que é composto principalmente de gelo, com um componente denso constituindo cerca de 40% de sua massa. Este pode ser constituído de rocha e material carbonáceo incluindo compostos orgânicos pesados conhecidos como tolinas. A existência de gelo de água é apoiada por observações de espectroscopia infravermelha, as quais revelaram gelo de água cristalizado na superfície da lua. As bandas de absorção de gelo de água são mais fortes no hemisfério condutor de Umbriel (o hemisfério voltado para o sentido do movimento orbital) do que no hemisfério posterior. A causa dessa assimetria não é conhecida, mas pode estar relacionada ao bombardeamento de partículas carregadas vindas da magnetosfera de Urano, que é mais forte no hemisfério posterior (devido à corrotação do plasma magnetosférico). As partículas energéticas tendem a pulverizar o gelo de água, decompor metano preso no gelo como hidrato de clatrato e escurecer outros compostos orgânicos, deixando um material escuro e rico em carbono na superfície.
Com exceção de água, o único outro composto identificado na superfície de Umbriel por espectroscopia infravermelha é dióxido de carbono (CO2), que está concentrado principalmente no hemisfério posterior.  A origem do dióxido de carbono não é muito clara. Ele pode ser produzido localmente a partir de carbonatos ou material orgânico sob a influência de partículas energéticas carregadas vindas da  magnetosfera de Urano ou da radiação ultravioleta solar. Essa hipótese explicaria a assimetria na sua distribuição, já que o hemisfério posterior está sujeito a uma influência magnetosférica mais intensa. Outra possível fonte é a desgaseificação do CO2 primordial preso por gelo no interior de Umbriel. O escape de CO2 do interior pode ser o resultado de atividade geológica do passado.
O interior de Umbriel pode ser diferenciado em um núcleo rochoso cercado por um manto de gelo. Nesse caso, o raio do núcleo (317 km) é equivalente a cerca de 54% do raio da lua, e sua massa a 40% da massa da lua (esses parâmetros dependem da composição do satélite). A pressão no centro de Umbriel é de cerca de 0,24 GPa (2,4 kbar). O estado atual do manto de gelo não é conhecido, mas é considerada improvável a existência de um oceano de água líquida embaixo da superfície.

## Superfície
A superfície de Umbriel é a mais escura dentre as grandes luas uranianas, e reflete menos que metade da luz que Ariel, um satélite de tamanho similar. Umbriel tem um albedo de Bond muito baixo de cerca de 10%, comparado com um valor de 23% de Ariel. Sua superfície mostra um forte efeito da oposição: a refletividade diminui de um valor de 26% a um ângulo de fase de 0° (albedo geométrico) para 19% a um ângulo de fase de cerca de 1°. A superfície de Umbriel é levemente azulada, enquanto depósitos de impacto brilhantes (como a mancha clara vista nas fotos da Voyager 2, na cratera Wunda, por exemplo) são ainda mais azuis. Pode haver uma assimetria entre os hemisférios, com o hemisfério condutor sendo mais avermelhado que o posterior. O avermelhamento da superfície provavelmente é o resultado de erosão espacial pelo bombardeamento de partículas carregadas e micrometeoritos ao longo da evolução do Sistema Solar. Já a assimetria entre os hemisférios de Umbriel pode ser causada por acreção de um material avermelhado vindo da parte exterior do sistema uraniano, possivelmente de satélites irregulares, o que iria ocorrer predominantemente no hemisfério condutor. Apesar dessas pequenas variações, a superfície de Umbriel é relativamente homogênea, não havendo grandes variações em cor ou albedo.
| Cratera  | Origem do nome       | Coordenadas    | Diâmetro (km) |
| -------- | -------------------- | -------------- | ------------- |
| Alberich | Alberich (nórdica)   | 33.6°S 42.2°E  | 52            |
| Fin      | Fin (dinamarquesa)   | 37.4°S 44.3°E  | 43            |
| Gob      | Gob (Pagã)           | 12.7°S 27.8°E  | 88            |
| Kanaloa  | Kanaloa (Polinésia)  | 10.8°S 345.7°E | 86            |
| Malingee | Malingee (aborígene) | 22.9°S 13.9°E  | 164           |
| Minepa   | Minepa (macuas)      | 42.7°S 8.2°E   | 58            |
| Peri     | Peri (persa)         | 9.2°S 4.3°E    | 61            |
| Setibos  | Setebos (Patagônia)  | 30.8°S 346.3°E | 50            |
| Skynd    | Skynd (dinamarquesa) | 1.8°S 331.7°E  | 72            |
| Vuver    | Vuver (finlandesa)   | 4.7°S 311.6°E  | 98            |
| Wokolo   | Wokolo (bambaras)    | 30°S 1.8°E     | 208           |
| Wunda    | Wunda (aborígene)    | 7.9°S 273.6°E  | 131           |
| Zlyden   | Zlyden (eslava)      | 23.3°S 326.2°E | 44            |

Existe apenas uma classe de formação geológica reconhecida em Umbriel—crateras. A superfície de Umbriel tem crateras muito maiores e mais numerosas do que Ariel e Titânia, e apresenta o menor indício de atividade geológica entre as cinco grande luas. Entre os satélites de Urano, apenas Oberon tem mais crateras que Umbriel. As crateras observadas têm um diâmetro que varia entre alguns quilômetros até 210 quilômetros para a maior cratera reconhecida, Wokolo. Todas as crateras conhecidas em Umbriel têm picos centrais, mas nenhuma possui estruturas radiais.
Perto do equador de Umbriel está a formação superficial mais proeminente: a cratera Wunda, que tem um diâmetro de 131 km. Wunda tem um grande anel de material brilhante em seu fundo, que pode ser um depósito de impacto ou um depósito de dióxido de carbono. Perto dessa cratera, no terminador visível nas imagens da Voyager 2, estão as crateras Vuver e Skynd, que não são rodeadas pelo material brilhante mas possuem picos centrais brilhantes. Além das crateras oficialmente reconhecidas, análise do perfil topográfico de Umbriel revelou uma possível estrutura de impacto muito grande tendo um diâmetro de cerca de 400 km e profundidade de aproximadamente 5 km.
Assim como os outros grandes satélites de Urano, a superfície de Umbriel é cortada por um sistema de cânions tendendo do nordeste ao sudoeste. Eles não são, contudo, reconhecidos oficialmente devido à baixa resolução das imagens da Voyager 2 e à aparência homogênea deste satélite, o que dificulta o mapeamento geológico.
A superfície cheia de crateras de Umbriel provavelmente é mantida estável desde o intenso bombardeio tardio, no começo da evolução do Sistema Solar. Os únicos sinais de atividade interna antiga são cânions e polígonos escuros—manchas escuras de formatos complexos com extensão de dezenas a centenas de quilômetros. Os polígonos foram identificados a partir de fotometria precisa da Voyager 2 e estão distribuídos de forma aproximadamente uniforme na superfície de Umbriel, e parecem tender de nordeste e sudoeste. Alguns polígonos são depressões de alguns quilômetros de profundidade e podem ter sido criados durante um episódio inicial de atividade tectônica. Atualmente não há explicação para o porquê de Umbriel ser tão escuro e de aparência uniforme. Sua superfície pode ser coberta por uma camada relativamente fina de um material escuro (chamado material umbral) escavada por impactos ou expelida em uma intensa erupção vulcânica. Alternativamente, a crosta de Umbriel pode ser inteiramente formada pelo material escuro, o que evitou a existência de formações brilhantes como linhas radiais em crateras. No entanto, a formação brilhante ao redor da cratera Wunda parece contradizer essa hipótese.

## Origem e evolução
Assim como os outros grandes satélites, acredita-se que Umbriel se formou de um disco de acreção ou subnebulosa; um disco de gás e poeira que existia em volta de Urano por algum tempo depois de sua formação ou que foi criado pelo grande impacto que provavelmente deu ao planeta sua grande inclinação axial. A composição precisa do disco não é conhecida; no entanto, a densidade relativamente alta dos satélites de Urano em relação aos satélites de Saturno indica que ele pode ter sido relativamente pobre em água. Grandes quantidades de nitrogênio e carbono poderiam estar presentes na forma de monóxido de carbono (CO) e nitrogênio molecular (N2) ao invés de amônia e metano. As luas que se formaram nesse disco iriam conter menos gelo de água (com CO e N2 presos como clatrato) e mais rocha, explicando a alta densidade.
A acreção de Umbriel provavelmente durou alguns milhares de anos. Impactos que acompanharam a acreção causaram aquecimento das camadas mais externas da lua, com uma temperatura máxima de cerca de 180 K (-93 °C) sendo alcançada a uma profundidade de cerca de 3 km. Após o término do processo de formação, essas camadas próximas da superfície esfriaram, enquanto o interior de Umbriel começou a ser aquecido pelo decaimento radioativo dos elementos presentes nas rochas. Com isso, a camada próxima da superfície contraiu, enquanto o interior expandiu, causando forte tensão na crosta que gerou rachaduras. Esse processo provavelmente durou cerca de 200 milhões de anos, implicando que qualquer atividade endógena na lua acabou bilhões de anos atrás.
O calor inicial da acreção junto com o decaimento de elementos radioativos pode ter levado ao derretimento do gelo se algum anticongelante como amônia (na forma de hidrato de amônia) ou sal estava presente. O aquecimento pode ter feito a rocha se separar do gelo formando um núcleo rochoso cercado por um manto de gelo. Uma camada de água líquida (oceano) rica em amônia pode ter se formado entre o núcleo e o manto. A temperatura eutética dessa é mistura é 176 K (-97 °C). Contudo, é provável que esse oceano tenha congelado há muito tempo. Entre as luas de Urano, Umbriel estava sujeita à menor taxa de processos endógenos de renovação de superfície, apesar de que, assim como as outras luas, é possível que Umbriel tenha passado por um episódio de troca de superfície pouco depois de sua formação.

## Exploração

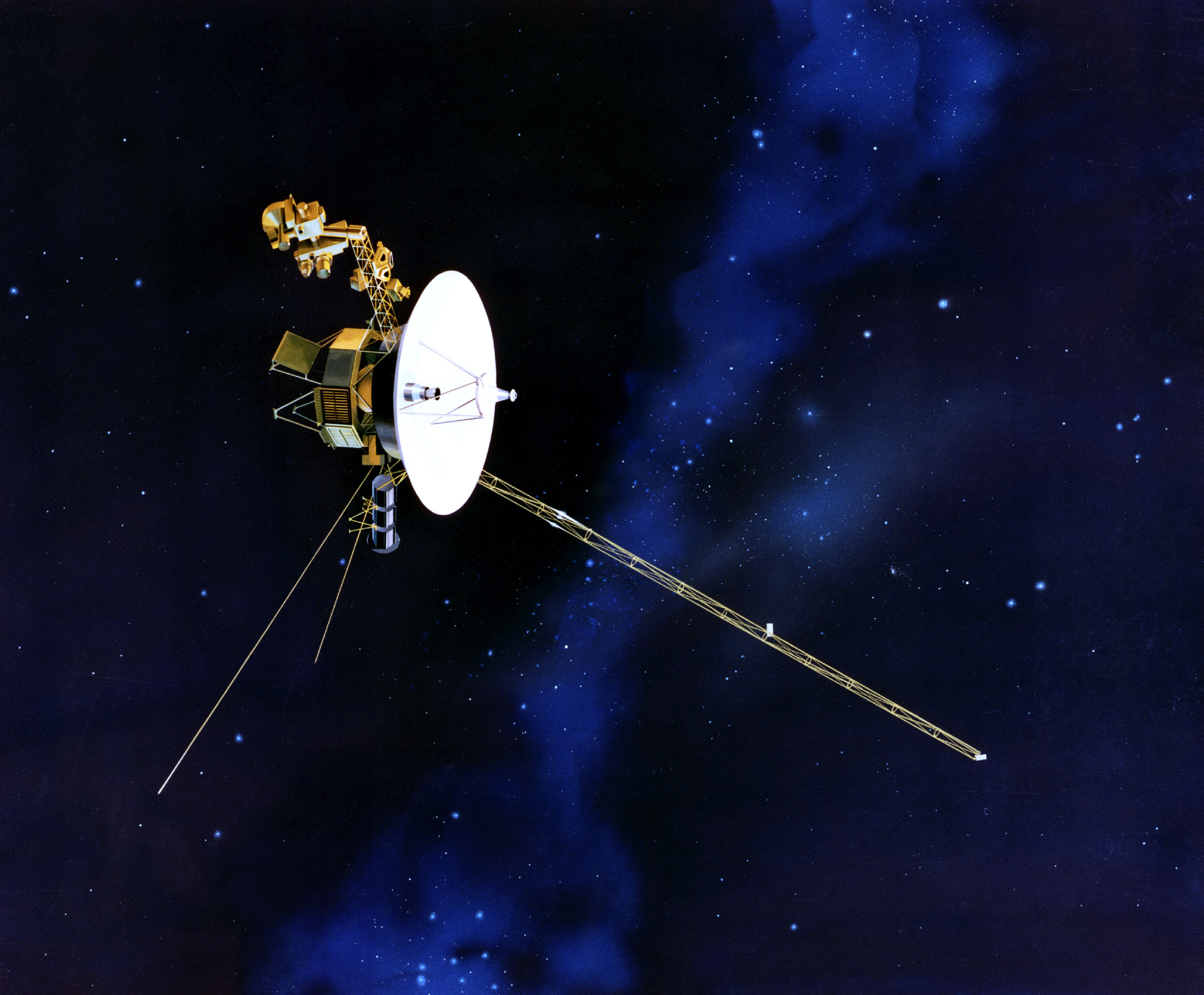
Impressão artística da sonda Voyager 2

A única sonda espacial que explorou Umbriel de perto foi a Voyager 2, que fotografou a lua durante seu sobrevoo por Urano em janeiro de 1986. Como a maior aproximação entre a Voyager 2 e Umbriel foi de 325 000 km, as melhores imagens desta lua têm uma resolução espacial de cerca de 5,2 km. As imagens cobrem cerca de 40% da superfície, mas apenas 20% da superfície foi fotografada com a qualidade necessária para mapeamento geológico. Na época do sobrevoo, o hemisfério sul de Umbriel (assim como o das outras luas) estava apontado para o Sol, então o hemisfério norte (que estava escuro) ficou completamente inexplorado.